# Lista över offentlig konst i Västerort
Lista över offentlig konst i Stockholms västra förorter är en ofullständig förteckning över utomhusplacerad offentlig konst i Stockholms kommuns stadsdelsområden Bromma, Hässelby-Vällingby och Järva.

## Annedal
| Titel                | Konstnär(er)   | Årtal | Beskrivning                  | Typ - material                            | Plats Koordinater                                                               | Bild                 |
| -------------------- | -------------- | ----- | ---------------------------- | ----------------------------------------- | ------------------------------------------------------------------------------- | -------------------- |
| Konkret transcendens | Ebba Bohlin    | 2012  | bro i lackerat, svetsat stål | stål                                      | Bällstaån, strax norr om Bällsta bro, Krakel spektakels gata 59.36672, 17.94843 | Konkret transcendens |
| Lera + eld = tegel   | Ulrika Jansson | 2012  |                              | tegel, betong, stål och foto              | förskolan Pippi Långstrump, Pippi Långstrumps gata 12 59.36357, 17.94598        | Lera + eld = tegel   |
| Signaler             | Kent Karlsson  | 2011  |                              | sprutlackerade stålstolpar                | Lönnebergaparken 59.36432, 17.94463                                             | Signaler             |
| Ugglornas plats      | Anna Strid     | 2012  |                              | växter, sten, jord, trä och lackerat stål | Annedalsparken 59.36386, 17.94759                                               | Ugglornas plats      |
| Okänd titel          | Okänd          |       | fyra svarta sälar            |                                           | Ronja Rövardotters stig, vid Bällstaån 59.36601, 17.94834                       |                      |

## Alvik, Traneberg, Minneberg, Äppelviken, Smedslätten, Abrahamsberg, Stora Mossen, Ulvsunda och Ålsten
| Titel | Konstnär(er)                                                                           | Årtal                                                                                          | Beskrivning | Typ - material | Stadsdel/ort | Plats Koordinater | Bild                                                             |
| --- | -------------------------------------------------------------------------------------- | ---------------------------------------------------------------------------------------------- | --- | --- | ------------ | --- | ---------------------------------------------------------------- |
| Spegling                                                                                                 | Birgitta Heiling                                                                       | 2000                                                                                           | | Glasmosaik | Ulvsunda     | Stångjärnsvägen 31 (inomhus) koordinater saknas | Det är troligen inte ok att ladda upp en bild av detta konstverk |
| Okänd titel                                                                                              | Annelie Ohlsson Hevia                                                                  | 2000                                                                                           | | Måleri - Eloxerad aluminium | Ulvsunda     | Norrbyvägen 2-12 koordinater saknas |                                                                  |
| "Se Brunnsvikens små najader, höja sina gyllne horn och de frusande kaskader sprutas över Solna torn..." | Kerstin Kjellberg-Jacobsson                                                            | 2003-2005                                                                                      | Styrelsen Arbetarebostadsfonden 150 år, 2003. "Se Brunnsvikens små najader ... höja sina gyllene horn, och de frusande kaskader sprutas över Solna torn ...", C.M. Bellman, anknyter till Bellmans sång nr 64 "Fjäriln vingad syns på Haga". | Skulptur - Brons | Ulvsunda     | Skulpturen finns på Johannesfredsvägen 50-52 i Ulvsunda, mitt emot Ulvsundaskolan, står på gården mellan husen. 59.3478, 17.97279                                                                                                  | Fler bilder                                                      |
| Lodjur                                                                                                   | Arvid Knöppel                                                                          | 1951                                                                                           | | Skulptur - Brons | Ulvsunda     | Ulvsundaskolan (nu "Lunaskolan"), skulpturen i brons står vid trappan på skolgården, Johannesfreds-vägen 43-45, Ulvsunda. Lodjuret står utanför entré A2. Samma konstnär har ett liknande lodjur i Bagarmossen. 59.34701, 17.97143 | Fler bilder                                                      |
| Gepard med kalksten                                                                                      | Carina Wallert                                                                         | 1992                                                                                           | En stor katt | Skulptur - Brons | Ulvsunda     | Ulvsunda, vid en lekplats i parken mellan Hemslöjdsvägen 8 och 9, nära Lillsjönäs koloniområde (vid Abrahamsbergs T-bana) koordinater saknas                                                                                       |                                                                  |
| Öst är öst och väst är väst                                                                              | Robert Nilsson                                                                         | 1945                                                                                           | Skulpturen är fyrsidig och avbildar fyra människor: en kines, en eskimå, en mexikan och en afrikanska. Kring varje figur finns åtskilliga detaljer från vars och ens miljöer.                                                                | Skulptur - Granit | Alvik        | Alviksskolan, Tranebergsvägen 73. På skolans östra gård utanför entré C2 står den stora skulpturen i granit. På en annan del av skolgården finns två lekfigurer, en häst och en sköldpadda. 59.207, 17.5829                        | Fler bilder                                                      |
| Omtanke                                                                                                  | Bo Åke Adamsson                                                                        | 1998                                                                                           | Ett förälskat par står i parken nära vägen. Konstverket har vållat indignation, kvinnan är påklädd, medan mannen är naken. | Skulptur - Brons | Alvik        | Gustavslundsvägen 12, nära Alviks torg 59.33217, 17.98465 | Fler bilder                                                      |
| Ekvilibria, en graciös hind.                                                                             | Ragnhild Alexandersson                                                                 | 2001, hinden restes 2003                                                                       | En hind, konstnären har även skapat "släktingar" till hinden(Hammarby sjöstad och Gubbängen) | Skulptur - Brons, granit | Alvik        | I parken framför Alviks medborgarhus (f.d. Alviks kommunalhus), Gustavslundsvägen 168, Bromma, nära Alviks torg 59.33285, 17.98155                                                                                                 | Fler bilder                                                      |
| Clown på klot                                                                                            | Erik Grate                                                                             | 1931, konstverket fick sin plats här framför affärslängan 1998                                 | En mindre figur (clown) på sockel. | Skulptur - Brons | Alvik        | Alviks torg, Gustavslundsvägen 34 i Alviks centrum koordinater saknas | Fler bilder                                                      |
| Gro | Curt Thorsjö                                                                           | 1982                                                                                           | En kvinnlig figur (en manlig figur?) | Skulptur - Brons | Traneberg    | Vidängsvägen i slänten mitt för nr 11/Tranebergsvägen 65 i Traneberg koordinater saknas | Fler bilder                                                      |
| Den unge Strindberg i skärgården, skulptur, tre meter hög.                                               | Carl Eldh                                                                              | avtäckt 19 juni 2000                                                                           | Repliken, uppsatt av AP-fastigheter, mittför Gustavslundsvägen 145 vid Alviks Strand avtäcktes 19 juni 2000. Carl Eldh modellerade skulpturen Den unge Strindberg i skärgården till August Strindbergs 60-årsdag 1909.                       | Skulptur - Brons, gjuten hos Herman Bergmans Konstgjuteri, Enskede. Bronsen i Tegnérlunden kom på plats 1942. Denna skulptur finns även utanför Carl Eldhs ateljémuseum i Bellevueparken vid Roslagstull. | Alvik        | Vid stranden mitt för Gustavslundsvägen 145 i Alviks strand 59.32992, 17.98537 | Fler bilder                                                      |
| Dropp från fjärran                                                                                       | Henjasaj Koda                                                                          | uppsatt 1999                                                                                   | 16 meter långt skyddsräcke i cortenstål. | Skyddsräcke - Cortenstål | Alvik        | Alviks tunnelbanestation, vid den västra änden av Alviks T-stations plattform utmed Drottningholmsvägen. 59.33339, 17.98095 | Fler bilder                                                      |
| Orm och irisa                                                                                            | Henjasaj Koda                                                                          |                                                                                                | | Cementmosaik | Alvik        | Alviks tunnelbanestation, uppgången från Tvärbanan 59.33351, 17.98028 | Fler bilder                                                      |
| Mäster Olof-sviten                                                                                       | Bror Marklund                                                                          | 1990                                                                                           | Fyra minifigurer, scener ur August Strindbergs drama om Olaus Petri. Konstverket utgörs av sammanlagt 10 figurer. | Skulptur - Brons med sockel av granit | Traneberg    | Traneberg, i Minnebergsparkens mitt, med trappa ned från Svartviks Torg eller Svartviksslingan 49, verket är en gåva till Minnebergs samfällighetsförening. koordinater saknas                                                     |                                                                  |
| Au feu! Även känd som: Det brinner!                                                                      | Elvire Soyez                                                                           | 2011                                                                                           | En liten skorsten på marken uppförd av 100 tegel-stenar, en del med reliefmönster. | Tegel | Smedslätten  | Smedslättsskolan, Drömstigen 32, vid skolans infartsväg 59.32389, 17.96717 | Fler bilder                                                      |
| Spegling                                                                                                 | Linnea Jörpeland                                                                       | 2004                                                                                           | Smedslättsskolan, bronsskulptur på skolgården vid entrén till hus A. | Skulptur - Brons | Smedslätten  | Smedslättsskolan, Drömstigen 32, vid entrén till hus A koordinater saknas | Fler bilder                                                      |
| Densamma                                                                                                 | Linnea Jörpeland                                                                       | 2004                                                                                           | Smedslättsskolan, liten bronsskulptur på skolgården på motsatta sidan av hus A (vid matsalen). | Skulptur - Brons | Smedslätten  | Smedslättsskolan, Drömstigen 32, på skolgården vid matsalen. koordinater saknas | Se fler bilder av detta konstverk                                |
| Fåglar, tre stora flygande tranor                                                                        | Rune Hannäs (född 16 nov. 1916, fyller 100 år 2016), konstnären är inte Jussi Mäntynen | 1990-talet                                                                                     | Konstverket består av tre stora flygande tranor. Konstnären är Rune Hannäs. | Brons | Alvik        | Alviks Strand Konferens, utanför gårdsentrén (och strax bortom Havsvind av Kent Ullberg), vid Gustavslundsvägen 141. 59.32906, 17.98351                                                                                            | Fler bilder                                                      |
| Havsvind                                                                                                 | Kent Ullberg                                                                           | Avtäckt 19 juni 2002                                                                           | En 520 cm hög stålskulptur står vid den 49 steg långa trappan från vägen vid Gustavslundsvägen 145. | Stål | Alvik        | Ovanför Alvik Strands Konferens stora kontorskomplex på gården, mot trappan till gatan, Gustavslundsvägen 145. 59.32947, 17.98487                                                                                                  | Fler bilder                                                      |
| Ulvens industri, skylt för Ulvsunda industriområde                                                       | Okänd                                                                                  |                                                                                                | Bokstaven U med en "ulv" i plåt och storformat, logotype för Ulvsunda Industriföretagare. På flera ställen utmed vägen står skyltar med samma utseende, men då som ren skylt.                                                                | Plåt | Ulvsunda     | Ulvsunda industriområde, Ulvsundavägens lokalkörbana, mitt för Ulvsundavägen, väg 160. koordinater saknas | Ulvens industri, skylt för Ulvsunda industriområde               |
| Barnängens Björn                                                                                         | På beställning av Johan Wilhelm Holmström, grundaren av Barnängens Tekniska Fabrik.    | 1885 blev björnen Barnängens symbol och varumärke, det inregistrerades hos Kongl. patentbyrån. | Barnängens Tekniska Fabriks varumärke: "En sittande björn emellan baktassarna hållande en mortel, i vilken han stöter med en mortelstöt" Björnen lär ha suttit och stött tandpasta i ett skyltfönster.                                       | Skulptur - Röd granit | Alvik        | Alviks strand, framför det s.k. Vita huset, Gustavslundsvägen 147. 59.33041, 17.98502 | Fler bilder                                                      |
| Ett stort tack till alla som hjälpt mig                                                                  | Camilla Svedborg                                                                       | Uppsatt 1994                                                                                   | En stiliserad tennisboll. | betong och stål | Alvik        | SALK-hallen i Alvik, Gustavslundsvägen 159, vid terrassens östra ände 59.33251, 17.97998 | Fler bilder                                                      |
| Kvinna                                                                                                   | Karl Hultström                                                                         |                                                                                                | En avklädd kvinnofigur (anonym flicka) | Skulptur - Brons | Alvik        | Utanför Alviks Terrass vid Alviks strand, Gustavslundsvägen 149, i planteringen framför huset med Bromma stadsdelsförvaltning (Gustavslundsvägen 151 G). 59.33116, 17.98478                                                        | Fler bilder                                                      |

## Höglandet, Nockeby, Olofslund, Norra Ängby, Södra Ängby, Blackeberg, Beckomberga och Åkeshov
| Titel                                          | Konstnär(er)          | Årtal | Beskrivning    | Typ - material                                | Stadsdel/ort | Plats Koordinater                                              | Bild                            |
| ---------------------------------------------- | --------------------- | ----- | -------------- | --------------------------------------------- | ------------ | -------------------------------------------------------------- | ------------------------------- |
| Spring of youth                                | Tina Eskilsson        | 2010  |                | vattenskulptur i rostfritt stål och plexiglas |              | Zornvägens förskola, Zornvägen 28 59.34324, 17.89268           | Spring of youth                 |
| Bianca                                         | Sten Ericson          | 1963  | naken kvinna   | brons                                         | Blackeberg   | Blackebergs centrum, Holbergsgatan 53 59.34721, 17.88399       | Fler bilder                     |
| Depå med sköldpadds-rallyförare                | Lena Flodman          | 2008  |                | Aluminium, betong, rostfritt stål             | Blackeberg   | Holbergsgatan hörnet mot Wergelandsgatan 59.34733, 17.88478    | Depå med sköldpadds-rallyförare |
| Snigeln                                        | Therese Clewestam     | 1997  |                |                                               | Blackeberg   | Björnsonsgatan 329 59.35065, 17.88303                          | Snigeln                         |
| Kattungen                                      | Therese Clewestam     | 1997  |                |                                               | Blackeberg   | Björnsonsgatan 327 59.3505, 17.88288                           | Kattungen                       |
| Fågelungen                                     | Therese Clewestam     | 1997  |                |                                               | Blackeberg   | Björnsonsgatan 325 59.35033, 17.88275                          | Fågelungen                      |
| Clownerna                                      | Inga Hellman          | 1987  |                | Brons                                         | Södra Ängby  | Färjestadsvägen 5-7 i Södra Ängby 59.34127, 17.90686           |                                 |
| Stilisering av undervisningsämnena (Symbolik), | Elis Eriksson         | 1952  |                | relief i stengods                             | Blackeberg   | Fasaden på Blackebergs gymnasium 59.34861, 17.88554            | Fler bilder                     |
| Fågel Rock Även känd som: Fågel med ägg        | Berndt Helleberg      | 1969  |                | glasfiber                                     | Bromma       | Brommaplan, vid T-banan 59.33761, 17.93849                     | Fågel Rock                      |
| Luffarsprindel, Munspelet                      | Lena Jeannin          | 2009  |                | patinerad brons                               | Beckomberga  | Beckombergaskolan, Styresman Sanders väg 14 koordinater saknas |                                 |
| Pinnbröd                                       | Anders Kappel         | 2011  |                | patinerad brons och rostfritt stål            | Beckomberga  | Beckombergaskolan, Styresman Sanders väg 14 59.36017, 17.9019  | Fler bilder                     |
| Okänd titel                                    | Evert Lindfors (?)    |       |                | relief i sten                                 | Åkeshov      | vid ingång A, Nya Elementar, Åkeshov 59.34295, 17.92495        |                                 |
| Okänd titel                                    | Evert Lindfors (?)    |       |                | relief i sten                                 | Åkeshov      | vid ingång B, Nya Elementar, Åkeshov 59.34331, 17.92524        |                                 |
| Okänd titel                                    | Kajsa Mattas          | 2006  |                | sten                                          |              | Tallbackens vård- och omsorgshus 59.34114, 17.8805             |                                 |
| Skapande fantasi                               | Olof Thorwald Ohlsson |       |                | granit                                        | Blackeberg   | Ljunglöfska parken i Blackeberg 59.34106, 17.87739             | Fler bilder                     |
| Marie Louise                                   | Olof Thorwald Ohlsson |       |                | granit                                        | Blackeberg   | Ljunglöfska parken i Blackeberg 59.34105, 17.87736             | Fler bilder                     |
| Hunger                                         | Olof Thorwald Ohlsson |       |                | granit                                        | Blackeberg   | Ljunglöfska parken i Blackeberg 59.3411, 17.87733              | Fler bilder                     |
| 20:e århundradets hand                         | Olof Thorwald Ohlsson |       |                | granit                                        | Blackeberg   | Ljunglöfska parken i Blackeberg 59.3411, 17.87731              | Fler bilder                     |
| Morgonrodnad                                   | Olof Thorwald Ohlsson |       |                | granit                                        | Blackeberg   | Ljunglöfska parken i Blackeberg 59.34107, 17.87729             | Fler bilder                     |
| Symphony                                       | Olof Thorwald Ohlsson |       |                | granit                                        | Blackeberg   | Ljunglöfska parken i Blackeberg 59.3411, 17.87738              | Fler bilder                     |
| Bokim                                          | Olof Thorwald Ohlsson |       |                | granit                                        | Blackeberg   | Ljunglöfska parken i Blackeberg 59.34108, 17.87506             | Fler bilder                     |
| Adam                                           | Olof Thorwald Ohlsson |       |                | brons                                         | Blackeberg   | Ljunglöfska parken i Blackeberg 59.3406, 17.87727              | Fler bilder                     |
| Eva                                            | Olof Thorwald Ohlsson |       |                | brons                                         | Blackeberg   | Ljunglöfska parken i Blackeberg 59.34062, 17.87763             | Fler bilder                     |
| Hjorthind med kalv                             | Arne N. Vigeland      | 1951  |                | brons                                         | Blackeberg   | Blackebergsskolan, skolgården 59.34729, 17.87929               | Fler bilder                     |
| Dog ascending a stepladder Även känd som: Tim  | Olav Westphalen       |       |                | skulptur - brons                              | Södra Ängby  | utanför huvudentrén till Södra Ängby skola 59.34494, 17.89172  | Dog ascending a stepladder      |
| Kerub                                          | okänd                 |       | fontänskulptur |                                               | Blackeberg   | Ljunglöfska parken i Blackeberg 59.34053, 17.87745             | Fler bilder                     |
| Fontän                                         | Okänd                 |       |                |                                               | Blackeberg   | Framför Ljunglöfska slottet i Blackeberg 59.34108, 17.87736    | Fler bilder                     |
| Totempålar                                     | Okänd                 |       |                | trä                                           | Blackeberg   | Förskolan vid Blackebergsskolan 59.3477, 17.88035              | Fler bilder                     |
| Okänd titel                                    | Okänd                 |       |                | stålrör                                       |              | Mälarbackens vård- och omsorgsboende 59.34101, 17.88106        |                                 |
| Okänd titel                                    | Okänd                 |       |                | Sockel av kakel                               | Blackeberg   | Förskolan vid Blackebergsskolan 59.34758, 17.88                | Fler bilder                     |
| Kvinnofigur                                    | Nils Möllerberg       | 1954  |                | Brons                                         | Höglandet    | Strandbacken 1-6 i Nockeby 59.31976, 17.93752                  | Fler bilder                     |

## Bromma, Bromma kyrka, Lunda, Bällsta, Eneberg
| Titel          | Konstnär(er)         | Årtal | Beskrivning | Typ - material                | Stadsdel/ort | Plats Koordinater                                 | Bild           |
| -------------- | -------------------- | ----- | ----------- | ----------------------------- | ------------ | ------------------------------------------------- | -------------- |
| Kvinnoporträtt | Elsa Dansson-Wåghals | 1980  |             | granit                        | Bromma       | Olovslundsdammen 59.32984, 17.94026               | Kvinnoporträtt |
| Polygonal wall | Jesper Nyrén         | 2013  |             | Cement                        | Bromma       | Mariehällsskolan, Tappvägen 21 59.36258, 17.95046 | Polygonal wall |
| Expeditionen   | Roland Persson       | 2014  |             | Brons, Plåt, Silikon          | Bromma       | Mariehällsskolan, Tappvägen 26 59.36408, 17.95137 | Expeditionen   |
| Skogen         | Ann Ahlbom Sundqvist | 2014  |             | fasadutsmyckning - glasmosaik | Bromma       | Bagar Bengtssons Gata 4 59.36218, 17.95015        | Skogen         |
| Skvader        | Veikko Keränen       | 1999  |             |                               | Bromma       | Riksby 59.34575, 17.93074                         | Skvader        |

## Hässelby strand, Hässelby gård, Hässelby villastad, Grimsta
| Titel                          | Konstnär(er)        | Årtal | Beskrivning        | Typ - material    | Stadsdel/ort       | Plats Koordinater                                                             | Bild                           |
| ------------------------------ | ------------------- | ----- | ------------------ | ----------------- | ------------------ | ----------------------------------------------------------------------------- | ------------------------------ |
| Okänd titel                    | Klara Kristalova    | 2000  |                    | Skulptur          | Hässelby           | koordinater saknas                                                            |                                |
| Råd-Rum                        | Leif Bolter         | 1986  |                    | granit och diabas |                    | Hässelby slott 59.36661, 17.85669                                             | Råd-Rum                        |
| Stegrande häst                 | Domenico Inganni    | 1989  |                    | brons             | Hässelby villastad | Majdalsvägen i Hässelby villastad, Norr om Älvdalsvägen 45 koordinater saknas |                                |
| Fåglar i damm                  | Karl-Gunnar Lindahl | 1974  |                    | brons             | Hässelby gård      | Hässelby Gård, Enspännarg. - Hässelbygårdsskolan 59.36871, 17.84268           |                                |
| Resenärer                      | Thomas Qvarsebo     | 1990  |                    | Brons             | Hässelby gård      | Hässelby Gård, Hässelby torg 10 59.36759, 17.84292                            |                                |
| Flora II                       | Per-Erik Willö      | 1999  |                    | granit, stål      | Hässelby gård      | Hässelby Gård, Lilla torget, vid T-banan 59.36684, 17.84324                   |                                |
| Spegling                       | Åke Thornblad       | 1974  |                    | rostfritt stål    | Hässelby strand    | Strandliden 35 59.35785, 17.83208                                             | Spegling                       |
| Okänd titel                    | Okänd               |       |                    | brons             |                    | Hässelby kraftvärmeverk koordinater saknas                                    |                                |
| Svamp är en sentimental blomma | Truls Melin         | 2018  | Formgjord tegelmur | Mur - Tegel       | Grimsta            | Kanaanbadet 59.35103, 17.8541                                                 | Svamp är en sentimental blomma |

## Vällingby, Råcksta, Vinsta, Nälsta, Kälvesta
| Titel                             | Konstnär(er)    | Årtal | Beskrivning | Typ - material                                          | Stadsdel/ort | Plats Koordinater | Bild                                                             |
| --------------------------------- | --------------- | ----- | ----------- | ------------------------------------------------------- | ------------ | --- | ---------------------------------------------------------------- |
| Okänd titel                       | Margot Hedeman  | 1968  |             | brons                                                   | Vällingby    | Vällingby centrum 59.3626, 17.87449 |                                                                  |
| Ekorre                            | Aline Magnusson | 2020  |             |                                                         | Vällingby    | Vällingby centrum 59.36217, 17.87681 | Ekorre                                                           |
| Venus och Nerthus bidande sin tid | Lena Lervik     | 1996  |             | brons                                                   | Nälsta       | Trolle Bondes gata/Nälstaparken 59.36925, 17.88421 | Venus och Nerthus bidande sin tid                                |
| Steg                              | Berit Lindfeldt | 2010  |             | patinerad brons                                         | Vällingby    | korsningen Ångermannagatan/Vällingbygången i Vällingby centrum 59.36289, 17.87496                                                                                  | Steg                                                             |
| Flora och fauna                   | Tilda Lovell    | 2009  |             | glasfiberarnerad infärgad polyester och patinerad brons | Vällingby    | i parkeringshuset Solursgaraget i Vällingby centrum, Ångermannagatan 132, plan -2, hiss från Vällingbygången 25 eller Solursgången 10 (inomhus) koordinater saknas | Det är troligen inte ok att ladda upp en bild av detta konstverk |
| Fridag                            | Fred Åberg      | 1992  |             | brons                                                   | Kälvesta     | Sörgårdsvägen, intill Trädgårdsmästarvägen i Kälvesta 59.38319, 17.86218                                                                                           |                                                                  |

## Spånga, Bromsten, Flysta, Solhem, Lunda och Sundby
| Titel                               | Konstnär(er)             | Årtal | Beskrivning | Typ - material  | Stadsdel/ort | Plats Koordinater                                       | Bild                |
| ----------------------------------- | ------------------------ | ----- | ----------- | --------------- | ------------ | ------------------------------------------------------- | ------------------- |
| Flock                               | Anna Lindkvist Adolfsson | 2001  |             | Skulptur        | Spånga       | Längs Uppingegränd mot Enbackaskolan koordinater saknas |                     |
| Från tvåflodslandet                 | Kennet Williamsson       | 2005  |             | Flytbetong      | Spånga       | Spånga pendeltågsstation 59.38314, 17.89923             | Från tvåflodslandet |
| Flicka med parasoll                 | Adam Fischer             | 2012  |             | Brons           | Spånga       | Spånga torg koordinater saknas                          | Flicka med parasoll |
| Kvinna                              | Lennart Källström        | 1971  |             | brons           | Spånga       | Svandammen, Spånga 59.38122, 17.89408                   | Kvinna              |
| Blå mussla, Röd snäcka, Blå myrslok | Axel Nordell             | 1971  |             | Plast           | Spånga       | Spånga by, Parkleken koordinater saknas                 |                     |
| Biotekniken                         | Carl Rothlin             | 1984  |             | granit/diabas   | Spånga       | Spånga torg 59.38213, 17.89854                          | Biotekniken         |
| Fascinate                           | Circle Tarik Saleh       | 1989  |             | grafittimålning | Bromsten     | Bromstens industriområde 59.38139, 17.90952             | Fascinate           |

## Rinkeby, Hjulsta och Tensta
| Titel            | Konstnär(er)     | Årtal | Beskrivning | Typ - material                  | Stadsdel/ort | Plats Koordinater                                                              | Bild           |
| ---------------- | ---------------- | ----- | ----------- | ------------------------------- | ------------ | ------------------------------------------------------------------------------ | -------------- |
| Ledfyr           | Berndt Helleberg | 1972  |             | Plast, glas                     | Hjulsta      | Tenstavägen 96/Hjulstagången koordinater saknas                                |                |
| Samspel          | Olof Hellström   | 1986  |             |                                 | Tensta       | Tensta gymnasium koordinater saknas                                            |                |
| Jordens tunnband | Olof Hellström   | 1986  |             |                                 | Tensta       | Tensta gymnasium koordinater saknas                                            |                |
| Frida på kanin   | Hertha Hillfon   | 1978  |             | brons                           | Rinkeby      | Rinkeby centrum, Hinderstorpsgränd/Västerby backe i Rinkeby koordinater saknas | Frida på kanin |
| Svep             | Einar Höste      | 1972  |             | Rostfritt stål                  | Hjulsta      | Hjulsta, vid Hjulsta backar 10/under bron vid Hjulsta torg koordinater saknas  |                |
| Vinterlöv        | Eva Lange        | 1994  |             | granit                          | Tensta       | Järva Folkets park, Eggeby gård (mellan Tensta och Kista) koordinater saknas   |                |
| Arabesk          | Sonja Larsson    | 2011  |             | Lackerad, stansad aluminiumplåt | Rinkeby      | Rinkebyakademien, Rinkebystråket 53 59.38915, 17.92498                         |                |
| Gammal och snäll | Sonja Petterson  | 1974  |             | brons                           | Rinkeby      | Lekparken Rinken/Storbyplan 35 i Rinkeby koordinater saknas                    |                |
| Kaskad           | Folke Truedsson  | 1971  |             | Plast, bladguld                 | Hjulsta      | Hjulsta, Edingekroken 15-17 koordinater saknas                                 | Kaskad         |
| Mr. Happy        | Johan Wiking     | 1999  |             | Skulptur                        | Rinkeby      | Rinkebyskolan koordinater saknas                                               | Mr. Happy      |

## Kista, Akalla och Hansta
| Titel                      | Konstnär(er)             | Årtal | Beskrivning | Typ - material                     | Stadsdel/ort | Plats Koordinater                                                                                          | Bild                                                             |
| -------------------------- | ------------------------ | ----- | ----------- | ---------------------------------- | ------------ | --- | ---------------------------------------------------------------- |
| Bend! Part 1               | Annika Larsson           | 2002  |             | Video                              | Kista        | IT-universitetet Forum, entréplanet, institutionen för Data & Systemvetenskap (inomhus) koordinater saknas | Det är troligen inte ok att ladda upp en bild av detta konstverk |
| Järvastenen                | Okänd                    |       |             | Granit                             | Akalla       | Akalla by koordinater saknas                                                                               |                                                                  |
| Brobdingnag                | Cecilia Ömalm Krajcikova | 2011  |             | rostfritt stål och infärgad betong | Kista        | Jan Stenbecks torg, utanför Kista Gallerias östra entré 59.40358, 17.94752                                 | Brobdingnag                                                      |
| Okänd titel                | Lars Erik Falk           |       |             | stål                               | Kista        | perrongen på Kista tunnelbanestation 59.40327, 17.94256                                                    |                                                                  |
| Akallafontänen             | Bertil Johnson           | 1976  |             | granit                             | Akalla       | Akalla centrum 59.41393, 17.91777                                                                          | Akallafontänen                                                   |
| Stenkvinna                 | Olle Nyman               | 1977  |             | stenmosaik                         | Kista        | Kista torg 59.40213, 17.9429                                                                               | Stenkvinna                                                       |
| Vanda de Lux               | Elisabeth Segefors       | 2000  |             | lyktstolpar                        | Akalla       | Hanstavägen/Vandagatan i Akalla 59.41965, 17.91633                                                         |                                                                  |
| Ringen; Vågen / Löparbanan | Monica Höl               | 2013  |             | Frigolit, Jord                     | Kista        | Akallaskolan, Helsingforsgatan 10 59.41367, 17.91622                                                       |                                                                  |
| Lindarnas anatomi          | Christine Ödlund         | 2013  |             | Brons, Trä                         | Kista        | Kista gård, Kista Gårdsväg 9 59.40682, 17.94036                                                            | Lindarnas anatomi                                                |
| Ljusträd                   | Bertil Johnson           |       |             | fontän                             | Kista        | Kista torg 59.40176, 17.94219                                                                              | Ljusträd                                                         |

## Fotnoter
1. ↑  ”Arkiverade kopian”. Arkiverad från originalet den 10 juni 2015. https://web.archive.org/web/20150610210742/http://www.birgittaheiling.se/familjebostader.htm. Läst 17 november 2013.
2. ↑  ”Arkiverade kopian”. Arkiverad från originalet den 10 juni 2015. https://web.archive.org/web/20150610211041/http://www.ohlssonhevia.se/HTML/galleri.html. Läst 17 november 2013.
3. ↑  ”Ditt Spånga: Står pall i vinterkylan”. Spånga Tidning:  s. 2. 14 februari 2015. Arkiverad från originalet den 6 mars 2016. https://web.archive.org/web/20160306002947/http://pdf.direktpress.se/flashpublisher/magazine/11652. Läst 6 september 2015.
4. ↑  Stod i Västertorps skulpturpark 1956-2012 [3]
5. ↑  Bilden tagen i Västertorps skulpturpark
6. ↑  ”Kista torg 2005 före ombyggnaden”. http://www.pbase.com/image/100651756. Läst 15 mars 2015.
7. ↑  Fontänen flyttades något i samband med ombyggnaden av torget. Före flytten stod den i centrum av de vita cirklar som utgår från torget.[6]